# Supercoppa spagnola 2009 (pallacanestro maschile)
La Supercoppa spagnola 2009  è la 6ª Supercoppa spagnola di pallacanestro maschile, organizzata dalla ACB e la 10ª edizione in generale.
Sarà disputata il 2 e il 3 ottobre 2009 presso il Centro Insular de Deportes di Las Palmas de Gran Canaria tra i seguenti quattro club:
- Gran Canaria, squadra ospitante
- Barcellona, campione di Spagna 2008-09
- Saski Baskonia, vincitore della Coppa de Re 2009
- Real Madrid, miglior posizione in Liga ACB 2008-09

## Tabellone
|  | Semifinali | Semifinali     | Semifinali  |             |            | Finale     | Finale | Finale |  |
|  |            |                |             |             |            |            |        |        |  |
|  | 1          | Gran Canaria   | 51          |             |            |            |        |        |  |
|  | 1          | Gran Canaria   | 51          |             |            |            |        |        |  |
|  | 2          | Barcellona     | 74          |             |            |            |        |        |  |
|  | 2          | Barcellona     | 74          |             | Barcellona | Barcellona | 86     |        |  |
|  |            |                |             |             | Barcellona | Barcellona | 86     |        |  |
|  |            |                | Real Madrid | Real Madrid | 82         |            |        |        |  |
|  | 2          | Saski Baskonia | Real Madrid | Real Madrid | 82         | 62         |        |        |  |
|  | 2          | Saski Baskonia |             |             |            |            |        |        |  |
|  | 4          | Real Madrid    | 87          |             |            |            |        |        |  |

## Semifinali
| Arbitri: | Francisco de la Maza Miguel Ángel Pérez Pérez Antonio Conde |

|                        |            |                      |
| McDonald 12            | Punti      | 13 Ndong             |
| Fisher 2               | Assist     | 6 Navarro, Rubio     |
| Augustine 10           | Rimbalzi   | 6 Ndong              |
| Pedro Martínez Sánchez | Allenatori | Xavier Pascual Vives |

| Arbitri: | Juan Carlos Arteaga Jose Antonio Martín Bertrán Óscar Perea |

|                |            |                |
| Teletović 17   | Punti      | 13 Bullock     |
| Ribas 5        | Assist     | 5 Llull        |
| Barać 4        | Rimbalzi   | 7 Hervelle     |
| Duško Ivanović | Allenatori | Ettore Messina |

## Finale
| Arbitri: | Juan Carlos Arteaga Emilio Pérez Pizarro Antonio Conde |

| |            | |
| Navarro 22 | Punti      | 17 Garbajosa |
| Navarro 5 | Assist     | 3 Bullock |
| Lorbek 7 | Rimbalzi   | 8 Veličković |
| 11 Navarro• 21 Ndong• 24 Sada• 25 Lorbek• 33 Mickeal 5 Basile• 8 Trías• 9 Rubio• 10 Lakovič• 17 Vázquez• 23 Morris• 44 Grimau | Formazioni | 5 Prigioni• 6 Hansen• 9 Reyes• 15 Garbajosa• 22 Bullock 13 Kaukėnas• 14 Veličković• 17 Hervelle• 20 Vidal• 21 Dašić• 23 Llull• 25 Samb |
| Xavier Pascual Vives | Allenatori | Ettore Messina |